# Stellar (protocole de paiement)
Stellar est un protocole de paiement open source fondé en 2014 par Jed McCaleb (fondateur de Mt.Gox et cofondateur de ripple) et Joyce Kim (ancienne avocate).

## Organisation
Son conseil d’administration et son comité consultatif comptent parmi leurs membres Keith Rabois, Patrick Collison (de Stripe), Matt Mullenweg (d’Automattic), Greg Stein, Joi Ito, Sam Altman, Naval Ravikant et d’autres,,,,,.
Le protocole Stellar est supporté par une fondation à but non lucratif, la Stellar Development Foundation,,,,,.
Ce réseau est sans but lucratif et leur plateforme est open source et décentralisée. 

## Fonctionnement
Ce réseau a été créé pour qu'il soit libre d’accès, et surtout facilement utilisable pour tous les niveaux de revenus et à faible coût de transaction (0,00001 Stellar par transactions). Grâce à leur monnaie intermédiaire, le lumens (XLM), un utilisateur peut envoyer n'importe quelle devise (Monnaie fiduciaire et Cryptomonnaie) vers une autre personne qui peut avoir une devise différente.
Il peut faire des transactions avec des Monnaie fiduciaire et avec des autres cryptomonnaie. Cette monnaie est une monnaie centralisée et fait des transactions multiplateformes et des micro-transactions comme Ripple (protocole de paiement), une autre cryptomonnaie qui est aussi centralisée. C'est aussi une technologie de paiement qui vise à relier les institutions financières entre elles et à considérablement réduire le coût et le temps pour les transferts transfrontaliers.